# 峨眉过路黄
峨眉过路黄（学名：Lysimachia omeiensis）是报春花科珍珠菜属的植物，为中国的特有植物。分布在中国大陆的云南、四川等地，生长于海拔1,800米至3,500米的地区，常生于山坡林缘草丛中和山谷溪边，目前尚未由人工引种栽培。